# Familjen Jul
Familjen Jul (danska: Familien Jul) är en dansk julfilm från 2014 i regi av Carsten Rudolf. Filmen hade dansk biopremiär den 20 november 2014.
2016 kom uppföljaren Familjen Jul i Tomteland.

## Handling
Filmen handlar om den 6-årige Hugo, som upptäcker att tomten Pixy har flyttat in i familjens hus. Hugo kommer överens med sin bror och syster om att hålla det heligt för deras pappa, som hatar julen.

## Rollista
- Paw Henriksen – Niels
- Marie Askehave – Agnete
- Sofie Lassen-Kahlke – fru Knudsen
- Dar Salim – inspektör
- Søren Pilmark – campare
- Pelle Falk Krusbæk – Hugo
- Herman Knop – Pixy
- Alfred Bjerre Larsen – Alfred
- Liv Leman Brandorf – Vega
- Oskar Falk Fremming Christensen – Bosse
- Carolina Callisen Whittaker – Frida
- Iben Dorner – polis
- Anders Budde Christensen – polis
- David Owe – befäl
- Aske Bang – julgransförsäljare
- Alfa Liv Ottesen – flicka
- Søs Sif Thiele – flickans mamma
- Lado – busschaufför
- Dan Jakobsen – tomtenisse
- Dennis Albrechtsen – jultomten

## Produktion
Filmen producerades av Pixy Film i samproduktion med Angel Films som också distribuerade filmen i Danmark. Fredensborg kommun stöttade filmen med 1 million danska kronor.
Filminspelningarna inleddes i mars 2014 i Fredensborg, på olika platser i Fredensborgs kommun, Fyn, och Svendborg.